# 漢普斯特德 (北卡羅萊納州)
漢普斯特德（英語：Hampstead）是位於美國北卡羅萊納州彭德縣的普查規定居民點。

## 人口
根據2020年美國人口普查的數據，漢普斯特德的面積為52.78平方千米，當中陸地面積為52.42平方千米，而水域面積為0.36平方千米。當地共有人口7016人，而人口密度為每平方千米132.93人。